# Parminder Nagra
Parminder Kaur Nagra (Leicester; 5 de octubre de 1975) es una actriz británica. El 11 de julio de 2007, la Universidad de Leicester le otorgó un doctorado.

## Biografía

### Familia
Parminder es hija de sijes que inmigraron a Inglaterra desde la región del Punyab de la India a finales de los años 60. Su apodo es «Mindi» y su nombre quiere decir «diosa suprema, princesa de las serpientes». Su familia era de la clase obrera. Se cree [cita requerida]que el patriarca de la familia, Sucha, trabajador en una fundidora, se separó de su madre, Nashuter, una empaquetadora de una fábrica, cuando Nagra era pequeña. Nagra, sus dos hermanos menores y su hermana menor se criaron en una pequeña casa adosada en el distrito de Belgrave en Leicester por su madre y su padrastro, que trabajaba como contador en la compañía de transporte de un primo.
A los 7 años, Nagra sufrió una quemadura que se transformó en cicatriz y que mostró en 2002 al interpretar el filme internacionalmente aclamado Bend It Like Beckham. Mientras preparaba una comida, una cocina a gas le quemó los pantalones. Su tío la llevó al baño y la sumergió en agua fría; sin embargo, al retirar la tela del pantalón, la piel se quedó pegada, provocándole una larga cicatriz en la pierna derecha.

### Educación
Nagra fue a la Northfield House Primary School en Leicester. En la escuela secundaria de Soar Valley College tocó la viola en la orquesta juvenil y también hizo su primera aparición en una producción teatral.
En 1991, a la edad de 16 años, Nagra tomó un trabajo de acomodadora en el Leicester Haymarket Theatre, aparentemente para mirar y aprender de los talentos locales. Su antiguo jefe la recuerda como una persona brillante, educada y muy dulce, pero también tranquila, por lo que no había señales de que llegaría al estrellato. Siendo muy joven, a Nagra le mostraron una foto de un potencial marido, pero ella se resistía a cualquier matrimonio arreglado por sus padres.

## Comienzos en la actuación
No mucho después de terminar la secundaria, Nagra tuvo una propuesta de su antiguo profesor de teatro, Jez Simons, para formar parte de Hathi Productions, una compañía de teatro con sede en Leicester, de la que era director artístico. Ella aceptó y fue elegida como miembro del coro en el musical de 1994 Nimai, presentado en el Leicester Haymarket. Una semana después de comenzados los ensayos, la sacaron del coro para sustituir a la actriz principal, que se había marchado. Simons recuerda que Nagra, además de buena cantante y actriz, tenía una calidad intangible que la elevaba sobre las otras actrices y que hizo que la eligiera como nueva protagonista. Nagra a veces cuenta que se "enamoró" de la actuación a través de este inesperado giro de los acontecimientos.

## Los años en Londres
Antes de cumplir los 20, Nagra había dejado Leicester por Londres, renunciando a la universidad para perseguir su carrera teatral y sus sueños de niña de ser actriz. Luego de vender su preciada viola, se encontró viviendo sola en Peckham, en el sur de London, trabajando como empleada haciendo el inventario de una tienda y luchando para encontrar un trabajo como actriz.
Su primer trabajo de actriz en Londres llegó en 1994 cuando fue elegida como la Princesa de La Bella Durmiente, en una obra musical Navideña producida en el Theatre Royal Stratford East. Aunque la mayoría de los críticos no se vieron impresionados con el show, la actuación de Nagra fue notable ya que interpretaba a un personaje tradicionalmente blanco, pese a que ella es una mujer de color.
Después de La Bella Durmiente, Nagra trabajó en una pequeña compañía de teatros de Asia. Esos papeles marcaron el principio de las muchas oportunidades en su carrera en teatros que, eventualmante, la llevaron a aparecer en la televisión y la radio y que también definieron su carrera durante los años 90.
En 1996, Nagra tuvo un pequeño papel en Fair Ladies at a Game of Poem Cards, escrito por Chikamatsu Monzaemon, e interpretado en Cottesloe, en el Royal National Theatre. Allí conoció al actor israelí Kieran Creggan, con quién luego se mudó a un departamento en Kennington, al sur de London. Su relación continuó por cinco años.
Pese a su falta de entrenamiento formal en teatro, Nagra firmó con la agente veterana de Londres Joan Brown. Después de eso consiguió sus primeros papeles en televisión — una pequeña participación en el drama británico de medicina Casualty, donde hacía de una chica que había sido atacada con una botella rota; y un papel en la película para televisión King Girl, en la que Nagra representaba a una miembro abusiva de una pandilla de mujeres.
En 1997, Nagra apareció en el drama de tres partes Turning World, protagonizado por Roshan Seth. Al año siguiente ella se encontró una vez más en Casualty, haciendo su segunda aparición en ese show.
1999 la vio interpretando el papel de una cómoda empleada de una tienda en la película para televisión Donovan Quick, protagonizada por Colin Firth. También apareció en la comedia británica-asiática Goodness Gracious Me and The Kumars at No. 42.
Mientras iba construyendo una reputación en la televisión británica, Nagra también se interesaba por la radio, con papeles en, entre otras, la obra radial escrita por la célebre autora y dramaturga Tanika Gupta. En 1998, Nagra fue parte de Dancing Girls de Lahore, una obra radial coescrita por su futura coprotagonista en Bend It Like Beckham Shaheen Khan. En 2001 Nagra le dio su voz a una chica musulmana en Arena: The Veil, un documental dramático sobre una mujer que elige usar el pañuelo para la cara musulmán.
Aunque Nagra había aparecido en televisión y radio, en menor medida, sus interpretaciones sobre el escenario son tal vez los elementos más notorios de sus años de trabajo en Londres. No mucho después del mencionado Fair Ladies at a Game of Poem Cards, Nagra fue seleccionada en 1997 para Oh Sweet Sita, una adaptación de la tradición popular india sobre Rama y su obediente esposa Sita.
En el papel de Sita, Nagra atrajo la atención de la directora Gurinder Chadha, que luego escribiría el guion de Bend It Like Beckham, tenía a Nagra en mente para el papel principal. Aunque Chadha estaba encantada con Nagra, pasarían cinco largos años hasta que los espectaculares resultados de su colaboración se materializaran.
Otros notables papeles de Nagra en el escenario durante este período son muchos e incluyen apariciones en Skeleton (1997), con la aclamación de la crítica por su "ojos brillantes de vivacidad" como la chica de la village; A Tainted Dawn (1997), interpretando a una chica Hindú que accidentalmente fue dejado en Pakistán y criada por una pareja musulmana; Fourteen Songs, Two Weddings & A Funeral (1998), mostrando su talento como una comediante romántica y otra vez, con la aprobación del público; Krishna’s Lila — A Play of the Asian World (1999), como parte del elenco de cinco personas de la controversial obra; The Square Circle (1999), afrontando el exigente papel de una campesina analfabeta que es víctima de una violación; y en River on Fire (2000), como Kiran, en la remake de Antígona, de Sofocles.
Aunque ella rápidamente se convertía en una estrella en los escenarios londinenses, el éxito de 2002 de Bend It Like Beckham, su primera película para cine, la convirtió de la noche a la mañana en una celebridad internacional.

## Bend It Like Beckham
Bend It Like Beckham fue dirigida por Gurinder Chadha, una directora de cine británica con orígenes indios. La cinta fue protagonizada por Nagra, Jonathan Rhys-Meyers, Anupam Kher, Shaheen Khan y Keira Knightley (para quien esta película también marcó un antes y un después en su carrera).
La película de corto presupuesto fue un éxito en la taquilla y para los críticos en Gran Bretaña, finalmente dando el gran salto alrededor del mundo y en Estados Unidos, donde ganó alrededor de $30 millones de dólares en la taquilla. El guion, escrito por Chadha junto a su marido Paul Mayeda Berges y Guljit Bindra, fue escrito teniendo a Nagra en mente. Aunque en un principio ella era indiferente al fútbol, Nagra encontró la historia central referida al fútbol divertida y conmovedora. Ella aceptó audicionar y luego aceptó el papel.
En la película, Nagra interpreta a Jesminder (Jess) Bhamra, una adolescente sij, jugadora de fútbol que idolatra a la estrella de ese deporte, David Beckham, y que desafía su tradición sij y a sus padres para perseguir el sueño de jugar al fútbol. El paralelismo con la tormentosa historia personal de Nagra es evidente. Sin embargo, lograr ese papel no era nada fácil, considerando que ella tenía 26 años y nunca había jugado al fútbol e interpretaba a un personaje casi una década más joven que ella. Un intensivo curso de diez semanas enfatizado en una técnica brasileña llamada Futebol de Salao, llevado a cabo por el notable director técnico de fútbol Simon Clifford, puso a Nagra a trabajar rigurosamente nueve horas por día. El trabajo duro dio sus frutos cuando Nagra aprendió a "doblar" o curvar el balón, tal como se vio en una particularmente memorable escena en el patio trasero. En un guiño a la vida actual de Parminder, el director Chadha escribió e incorporó una escena sobre la cicatriz de Nagra en la película.
Nagra demostró que una desconocida actriz asiática podía llevar adelante una película de mucho éxito. Por su esfuerzo, la actriz recibió muchas buenas reseñas de la crítica y muchos elogios de otros profesionales. Nagra se transformó en la primera mujer honrada como la "Personalidad Internacional de Fútbol del Año" por la FIFA y obtuvo no menos de nueve premios por su actuación de diferentes organizaciones fílmicas por su actuación en Bend It Like Beckham.
En 2002, le concedieron el Golden Wave Award en el Festival Internacional de Bordeaux de Mujeres en el Cine a la "mejor actriz" y luego ganaría el premio del Movieline Young Hollywood Award a la "mejor interpretación".

## Estrellato
No mucho después de terminar de filmar Bend It Like Beckham, Nagra apareció en otra película para cine, el cuento de hadas de Miramax Ella Enchanted, protagonizado por Anne Hathaway y coprotagonizado por Minnie Driver, Vivica A. Fox y Cary Elwes, donde fue elegida para el papel de Areida, amiga del personaje de Hathaway. Además, Nagra apareció en dos notables papeles de televisión en el Channel 4 —como Viola/Cesario en una versión multicultural de Twelfth Night, de William Shakespeare, y como Heere Sharma en el drama anglo-indio de dos partes Second Generation, dirigido por el aclamado creador de películas Jon Sen.
Aunque Second Generation fue un fracaso de audiencia, fue un gran éxito para la crítica, ganando un lugar en el diario The Observer en la lista de los 10 mejores programas de la TV británica del 2003. Esto le brindó a Nagra el prestigioso Ethnic Multicultural Media Academy (EMMA) Award por el giro que tomó en su interpretación como una joven anglo-india sexualmente liberada y de mente abierta. Para ese papel, Nagra tuvo que reunir coraje para hacer unas escenas de amor apasionadas y eróticas que ella había jurado nunca interpretar como actriz. Este rol le permitió viajar por primera vez a la tierra de sus ancestros en India cuando los miembros del elenco viajaron a Calcuta para filmar las últimas escenas del drama.

## Hollywood
Mientras seguía promoviendo en Los Ángeles la película Bend It Like Beckham, Nagra fue informada por su agente que el productor de la serie ER, John Wells, fanático de Bend It Like Beckham, estaba interesado en conocerla.
En su primera reunión, Wells le ofreció a Nagra unirse al ensamblado reparto; ella aceptó inmediatamente. Recordando aquel momento, ella dijo: "Tenía que quedarme quieta y actuar profesionalmente, mientras que lo que realmente quería era saltar y dar vueltas por la habitación gritando". No mucho después de esa reunión, Nagra firmó por un año de contrato que incluía una opción por tres años más. Pese a su nueva posición, Nagra dijo: "No creo que Hollywood me haya cambiado. La primera cosa que hice al llegar fue comprar harina y lentejas".
Nagra hizo su primera aparición en ER como Neela Rasgotra, una interna del County General Hospital el 25 de septiembre de 2003 en el primer capítulo de la 10.ª temporada, titulado "Now What?" Esta era la primera vez que una actriz india en la televisión estadounidense interpretaba a una doctora. Wells adaptó al personaje para que Nagra pudiera interpretarlo, y así poder mantener su propio acento del Oriente Medio al representar a Neela, una anglo-india graduada de la Universidad de Yale. Nagra seguiría apareciendo en 21 de los 22 episodios de la temporada, incluyendo "NICU" y "The Student", episodios en los que su personaje era central. Noah Wyle, al anunciar su partida de la serie, describió a Nagra como "el futuro" de ER, y los medios estuvieron de acuerdo, designándola como una de las "chicas de oro" del show.
Nagra siguió cosechando elogios profesionales y honores. En 2004, recibió una nominación a los Teen Choice Awards por su trabajo en ER y también tuvo el honor de ser una de las portadoras de la Antorcha Olímpica en su paso por Londres en su camino hacia los juegos de verano en Atenas. En 2005 se llevó a casa el premio "Outstanding Achievement in Acting Award" de la Alianza de Estudiantes del Sur Asiático. Más tarde en ese mismo año, Nagra terminó de filmar la 11.ª temporada de ER y volvió a su nativa Leicester para trabajar con el director Amit Gupta en Love in Little India, en la que fue elegida para ser la protagonista femenina.
Nagra fue nominada también al Asian Excellence Award en 2006, en la categoría de Outstanding Female Television Performance, por su trabajo en ER.

## Filmografía
| Año  | Título                   | Rol                     |
| ---- | ------------------------ | ----------------------- |
| 2002 | Bend It Like Beckham     | Jesminder "Jess" Bhamra |
| 2003 | Twelfth Night            | Viola                   |
| 2004 | Ella Enchanted           | Areida                  |
| 2005 | Maya the Indian Princess | (voz)                   |
| 2008 | In Your Dreams           | Charlie                 |
| 2008 | Batman: Gotham Knight    | Cassandra (voz)         |
| 2011 | Horrid Henry: The Movie  | Miss Lovely             |
| 2012 | Twenty8k                 | Deeva Jani              |
| 2014 | Postman Pat: The Movie   | Nisha Bains (voz)       |
| 2018 | Bird Box                 | Dr. Lapham              |
| 2019 | Five Feet Apart          | Dr. Hamid               |
| 2019 | Piney: The Lonesome Pine | Conductora de autobús   |
| 2021 | Awaken                   | Rakhi Singh             |

| Año        | Título                 | Rol                         | Notas                                                                                |
| ---------- | ---------------------- | --------------------------- | ------------------------------------------------------------------------------------ |
| 1996, 1998 | Casualty               | Ayisha / Asha Guptah        | "Land of Hope" (temporada 10; episodio 18) "Next of Kin" (temporada 13; episodio 11) |
| 1997       | Turning World          | Sabina                      | (temporada 1; episodio 1) (temporada 1; episodio 2) (temporada 1; episodio 3)        |
| 2000       | Goodness Gracious Me   | Varios                      | (temporada 3; episodio 2) (temporada 3; episodio 5)                                  |
| 2000       | Holby City             | Tina                        | "The Trouble with the Truth" (temporada 3; episodio 7)                               |
| 2001       | Judge John Deed        | Ishbel McDonald             | "Exacting Justice (Piloto)"                                                          |
| 2002       | Always and Everyone    | Sunita Verma                | (temporada 4; episodio 1)                                                            |
| 2003–2009  | ER                     | Dr. Neela Rasgotra          | Personaje regular; 129 episodios                                                     |
| 2010       | The Whole Truth        | Pilar Shirazee              | Episodio: "Liars" (temporada 1; episodio 6)                                          |
| 2012       | Alcatraz               | Dr. Lucille "Lucy" Banerjee | Personaje regular; 11 episodios                                                      |
| 2012       | Tron: Uprising         | Ada                         | Voz Episodio: "Isolated" (temporada 1; episodio 6)                                   |
| 2013       | Psych                  | Rachael                     | Personaje recurrente; 4 episodios                                                    |
| 2013–2014  | The Blacklist          | Meera Malik                 | Personaje regular; 21 episodios                                                      |
| 2015       | NCIS: Los Ángeles      | Ella Desai                  | Episodio: "Expiration Date" (temporada 6; episodio 16)                               |
| 2016       | Agents of S.H.I.E.L.D. | Ellen Nadeer                | Personaje recurrente; temporada 4                                                    |
| 2018       | Elementary             | Agente Mallick              | Episodios 20 y 21 temporada 6                                                        |
| 2018—2020  | 13 Reasons Why         | Priya Singh                 | Personaje recurrente, serie de TV Netflix (5 episodios)                              |
| 2018-2019  | God Friended Me        | Pria Amar                   | Rol recurrente                                                                       |
| 2020       | Black-ish              | Dr. Wen                     | Episodio "Hero Pizza"                                                                |
| 2021       | Intergalactic          | Rebecca Marshall            | Rol principal                                                                        |